# Comunità montana Argentina Armea
La Comunità montana Argentina Armea era un comprensorio montano della Liguria, in provincia di Imperia, formato dai comuni di: Badalucco, Castellaro, Ceriana, Molini di Triora, Pompeiana, Taggia, Terzorio e Triora e dagli ex comuni di Carpasio e Montalto Ligure.
Per disposizioni collegate alla legge finanziaria 2011 la comunità montana, così come tutte le altre della Liguria, è stata soppressa con la Legge Regionale n° 23 del 29 dicembre 2010 e in vigore dal 1º maggio 2011.
L'ente locale aveva sede a Taggia e l'ultimo presidente, eletto nel 2007, era Marcello Moraldo, attuale sindaco di Molini di Triora. Il territorio della comunità era compreso tra i comuni della valle Argentina e valle Armea.

## Storia

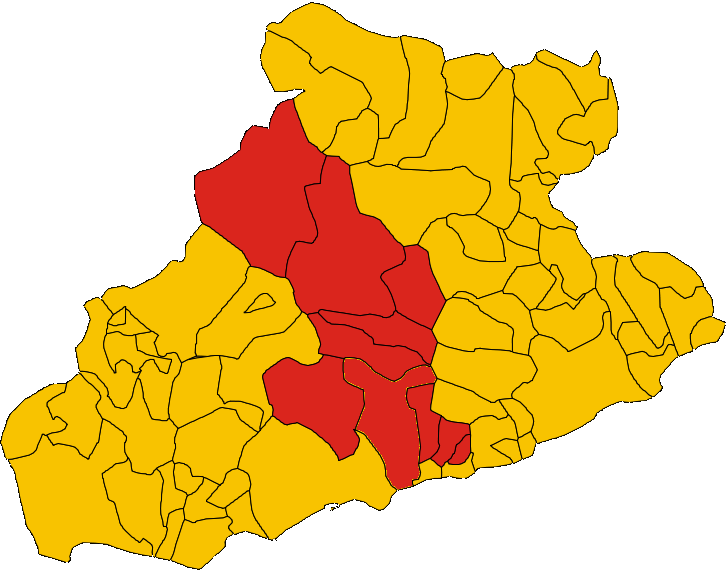
I comuni della comunità montana all'istituzione nel 1973

L'ente era stato istituito dopo le approvazioni delle leggi regionali n° 15 e 27 del 1973, emanate dalla Regione Liguria dopo l'istituzione ufficiale delle Comunità montane con la legge n° 1102 del 3 dicembre 1971.
Con le nuove disposizioni della Legge Regionale n° 6 del 1978 la comunità montana assumeva, direttamente dalla regione, le funzioni amministrative in materia di agricoltura, sviluppo rurale, foreste e antincendio boschivo.
Con la disciplina di riordino delle comunità montane, regolamentate con la Legge Regionale n° 24 del 4 luglio 2008 e in vigore dal 1º gennaio 2009, non faceva più parte dell'originaria comunità montana il comune di Taggia che aveva delegato la stessa alle funzioni amministrative in materia di agricoltura, sviluppo rurale, foreste e antincendio boschivo.
Dal 1º maggio 2011 l'ente montano è stato soppresso con il trasferimento delle deleghe in materia nuovamente alla Regione e ai comuni interessati.